# A Testimonial Dinner: The Songs of XTC
A Testimonial Dinner: The Songs of XTC — трибьют-альбом 1995 года, в котором различные исполнители исполняют каверы песен британской рок-группы XTC. Необычно, что XTC появляются на своём собственном трибьют-альбоме под псевдонимом Terry and the Lovemen — их песня «The Good Things» была взята из альбома 1989 года Oranges & Lemons. В альбоме также присутствует трек «25 O’Clock» в исполнении американской альтернативной рок-группы They Might Be Giants, песня изначально записанная сайд-проектом XTC Dukes of Stratosphear.

## Отзывы
| Оценки критиков | Оценки критиков |
| Источник        | Оценка          |
| --------------- | --------------- |
| AllMusic        | [ 1 ]           |
| Q               | [ 2 ]           |

Альбом получил положительные отзывы музыкальной критики и интернет-изданий.
Брет Лав из Allmusic отметил, что: «Хотя большинство трибьют-альбомов не стоят своих денег, альбом A Testimonial Dinner заслуживает внимания хотя бы потому, что исполнителей, похоже, выбрали скорее за любовь к XTC, чем за их популярность на MTV. Версия Spacehog „Senses Working Overtime“ идеально передаёт дерзкую, но извращённую чувствительность поп-музыки, а завораживающая акустическая версия „Dear God“ Сары Маклахлан, даже по признанию Энди Патриджа, пожалуй, лучше оригинала. Бодрящая латиноамериканская версия „The Man Who Sailed Around His Soul“ Рубена Блейдса просто волшебна, а They Might Be Giants привносят свой необычный стиль в кавер-версию „25 O’Clock“, песни, изначально записанной сайд-проектом XTC Dukes of Stratosphear. В довершение всего, даже XTC (под видом Terry & the Lovemen) появляются с песней „The Good Things“ — ритмичным психоделическим треком, напоминающим заводной, полный гармоний Summer of Love. A Testimonial Dinner — редкий трибьют-альбом, которым гордятся его создатели».

## Список композиций
Слова и музыка всех песен — Andy Partridge, кроме указанных.
| №   | Название                             | Автор(ы)       | Исполнитель           | Длительность |
| --- | ------------------------------------ | -------------- | --------------------- | ------------ |
| 1.  | «Earn Enough for Us"»                |                | Freedy Johnston       | 3:29         |
| 2.  | «Senses Working Overtime»            |                | Spacehog              | 3:52         |
| 3.  | «All You Pretty Girls»               |                | Crash Test Dummies    | 4:15         |
| 4.  | «Wake Up»                            | Colin Moulding | The Verve Pipe        | 4:04         |
| 5.  | «Making Plans For Nigel»             | Moulding       | The Rembrandts        | 5:03         |
| 6.  | «Dear God»                           |                | Sarah McLachlan       | 3:58         |
| 7.  | «The Man Who Sailed Around His Soul» |                | Rubén Blades          | 4:53         |
| 8.  | «Another Satellite»                  |                | P. Hux                | 4:20         |
| 9.  | «25 O'Clock»                         |                | They Might Be Giants  | 4:05         |
| 10. | «The Good Things»                    | Moulding       | Terry and the Lovemen | 4:42         |
| 11. | «Statue of Liberty»                  |                | Joe Jackson           | 3:05         |